# U-17-Fußball-Asienmeisterschaft der Frauen 2024
Die 9. U-17-Fußball-Asienmeisterschaft der Frauen (offiziell: 2024 AFC U17 Women’s Asian Cup) wurde vom 6. bis zum 19. Mai 2024 in Indonesien ausgetragen. Indonesien war bereits als Gastgeber der wegen der Corona-Pandemie ausgefallenen U-17-Asienmeisterschaft der Frauen 2022 vorgesehen. Es traten acht Mannschaften zunächst in der Gruppenphase in zwei Gruppen und danach im K.-o.-System gegeneinander an. Titelverteidiger war Japan.
Das Turnier diente als asiatische Qualifikation für die U-17-Weltmeisterschaft der Frauen 2024 in der Dominikanischen Republik. Die besten drei Mannschaften qualifizierten sich dafür. Nordkorea gewann das Turnier durch einen 1:0-Sieg im Finale gegen Titelverteidiger Japan. Im Spiel um den dritten Platz konnte sich Südkorea mit 2:1 gegen China durchsetzen. Torschützenkönigin wurde die Nordkoreanerin Jon Il-chong mit sechs Toren. Zur besten Spielerin des Turniers wurde die Japanerin Miharu Shinjo ernannt.

## Teilnehmer

### Qualifikation
Von den 47 Mitgliedsverbänden der AFC meldeten sich ursprünglich 33 zur Teilnahme an. Da die drei besten Mannschaften der letzten Austragung, Japan, Nordkorea und China, direkt für die Endrunde gesetzt waren und sich sechs Mannschaften zurückzogen, gab es nur 24 Teilnehmer. Die Qualifikation fand wie seit 2019 erneut über zwei Runden statt. Die Gruppen beider Runden wurden als Miniturniere ausgetragen, bei denen je einer der Teilnehmer als Gastgeber einer Gruppe fungierte. Jede Mannschaft spielte einmal gegen jede andere ihrer Gruppe.
Die Auslosung der ersten Runde fand am 3. November 2022 in Kuala Lumpur statt. Die Mannschaften wurden in acht Dreiergruppen gelost, die vom 22. bis zum 30. April 2023 ausgetragen wurden. Die acht Gruppensieger qualifizierten sich für die zweiten Runde. Die Auslosung für diese fand am 18. Mai 2023 statt. Dabei wurden zwei Vierergruppen gebildet, deren Spiele vom 19. bis zum 24. September 2023 stattfanden. Die jeweiligen Gruppensieger und -zweiten qualifizierten sich für die Endrunde.

### Auslosung
Die Gruppenauslosung fand am 7. März 2024 in der malaysischen Hauptstadt Kuala Lumpur statt. Die Mannschaften wurden entsprechend ihren Platzierungen bei der letzten Austragung im September 2019 auf vier Lostöpfe verteilt und in vier Gruppen mit jeweils vier Mannschaften gelost. Gastgeber Indonesien war bereits als Gruppenkopf der Gruppe A gesetzt.
- Lostopf 1: Indonesien, Japan
- Lostopf 2: Nordkorea, China
- Lostopf 3: Australien, Südkorea
- Lostopf 4: Thailand, Philippinen

Die Auslosung ergab folgende Gruppeneinteilung:
| Gruppe A    | Gruppe B   |
| ----------- | ---------- |
| Indonesien  | Japan      |
| Nordkorea   | China      |
| Südkorea    | Australien |
| Philippinen | Thailand   |

## Gruppenphase
Die Gruppensieger und -zweiten qualifizierten sich für das Halbfinale, die Dritt- und Viertplatzierten schieden aus dem Wettbewerb aus. Bei Punktgleichheit zweier oder mehrerer Mannschaften wurde die Platzierung durch folgende Kriterien ermittelt:
1. Anzahl Punkte im direkten Vergleich
2. Tordifferenz im direkten Vergleich
3. Anzahl Tore im direkten Vergleich
4. Wenn nach der Anwendung der Kriterien 1 bis 3 immer noch mehrere Mannschaften denselben Tabellenplatz belegen, werden die Kriterien 1 bis 3 erneut angewendet, jedoch ausschließlich auf die Direktbegegnungen der betreffenden Mannschaften. Sollte auch dies zu keiner definitiven Platzierung führen, werden die Kriterien 5 bis 9 angewendet.
5. Tordifferenz aus allen Gruppenspielen
6. Anzahl Tore in allen Gruppenspielen
7. Wenn es nur um zwei Mannschaften geht und diese beiden auf dem Platz stehen, kommt es zwischen diesen zu einem Elfmeterschießen.
8. Niedrigere Anzahl Punkte durch Gelbe und Rote Karten (Gelbe Karte 1 Punkt, Gelb-Rote und Rote Karte 3 Punkte, Gelbe Karte auf die eine direkte Rote Karte folgt 4 Punkte)
9. Losziehung

### Gruppe A
| Pl. | Land        | Sp. | S | U | N | Tore    | Diff. | Punkte |
| --- | ----------- | --- | - | - | - | ------- | ----- | ------ |
| 1.  | Nordkorea   | 3   | 3 | 0 | 0 | 022:000 | +22   | 09     |
| 2.  | Südkorea    | 3   | 1 | 1 | 1 | 013:800 | +5    | 04     |
| 3.  | Philippinen | 3   | 1 | 1 | 1 | 007:800 | −1    | 04     |
| 4.  | Indonesien  | 3   | 0 | 0 | 3 | 001:270 | −26   | 0      |

|                                                       |   |             |            |
| 6. Mai 2024 um 16:00 Uhr (10:00 Uhr MESZ) in Gianyar  |   |             |            |
| Nordkorea                                             | – | Südkorea    | 7:0 (2:0)  |
| 6. Mai 2024 um 19:00 Uhr (13:00 Uhr MESZ) in Gianyar  |   |             |            |
| Indonesien                                            | – | Philippinen | 1:6 (1:4)  |
| 9. Mai 2024 um 16:00 Uhr (10:00 Uhr MESZ) in Gianyar  |   |             |            |
| Philippinen                                           | – | Nordkorea   | 0:6 (0:4)  |
| 9. Mai 2024 um 19:00 Uhr (13:00 Uhr MESZ) in Gianyar  |   |             |            |
| Südkorea                                              | – | Indonesien  | 12:0 (5:0) |
| 12. Mai 2024 um 16:00 Uhr (10:00 Uhr MESZ) in Gianyar |   |             |            |
| Indonesien                                            | – | Nordkorea   | 0:9 (0:8)  |
| 12. Mai 2024 um 16:00 Uhr (10:00 Uhr MESZ) in Gianyar |   |             |            |
| Südkorea                                              | – | Philippinen | 1:1 (0:1)  |

### Gruppe B
| Pl. | Land       | Sp. | S | U | N | Tore    | Diff. | Punkte |
| --- | ---------- | --- | - | - | - | ------- | ----- | ------ |
| 1.  | Japan      | 3   | 3 | 0 | 0 | 012:100 | +11   | 09     |
| 2.  | China      | 3   | 2 | 0 | 1 | 006:400 | +2    | 06     |
| 3.  | Thailand   | 3   | 1 | 0 | 2 | 003:800 | −5    | 03     |
| 4.  | Australien | 3   | 0 | 0 | 3 | 002:100 | −8    | 0      |

|                                                       |   |            |           |
| 7. Mai 2024 um 16:00 Uhr (10:00 Uhr MESZ) in Gianyar  |   |            |           |
| China                                                 | – | Australien | 3:0 (1:0) |
| 7. Mai 2024 um 19:00 Uhr (13:00 Uhr MESZ) in Gianyar  |   |            |           |
| Japan                                                 | – | Thailand   | 4:0 (0:0) |
| 10. Mai 2024 um 16:00 Uhr (10:00 Uhr MESZ) in Gianyar |   |            |           |
| Thailand                                              | – | China      | 0:3 (0:0) |
| 10. Mai 2024 um 19:00 Uhr (13:00 Uhr MESZ) in Gianyar |   |            |           |
| Australien                                            | – | Japan      | 1:4 (0:2) |
| 13. Mai 2024 um 16:00 Uhr (10:00 Uhr MESZ) in Gianyar |   |            |           |
| Japan                                                 | – | China      | 4:0 (1:0) |
| 13. Mai 2024 um 16:00 Uhr (10:00 Uhr MESZ) in Gianyar |   |            |           |
| Australien                                            | – | Thailand   | 1:3 (1:1) |

## Finalrunde

### Spielplan
|  | Halbfinale          | Halbfinale |          |   | Finale | Finale |
|  |                     |            |          |   |        |        |
|  | Nordkorea           | 1          |          |   |        |        |
|  | China               | 0          |          |   |        |        |
|  |                     |            |          |   |        |        |
|  |                     |            |          |   |        |        |
|  | Nordkorea           | 1          |          |   |        |        |
|  |                     | Japan      | 0        |   |        |        |
|  |                     |            |          |   |        |        |
|  | Spiel um Platz drei |            |          |   |        |        |
|  |                     |            | China    | 1 |        |        |
|  | Japan               | 3          | Südkorea | 2 |        |        |
|  | Südkorea            | 0          |          |   |        |        |

### Halbfinale
|                                                       |   |          |           |
| 16. Mai 2024 um 15:00 Uhr (9:00 Uhr MESZ) in Gianyar  |   |          |           |
| Japan                                                 | – | Südkorea | 3:0 (1:0) |
| 16. Mai 2024 um 16:00 Uhr (13:00 Uhr MESZ) in Gianyar |   |          |           |
| Nordkorea                                             | – | China    | 1:0 (1:0) |

### Spiel um Platz 3
|                                                      |   |          |           |
| 19. Mai 2024 um 15:00 Uhr (9:00 Uhr MESZ) in Gianyar |   |          |           |
| China                                                | – | Südkorea | 1:2 (0:1) |

### Finale
| Nordkorea                                                                            | Nordkorea | Japan | Japan |
| ------------------------------------------------------------------------------------ | --- | --- | ----- |
| Nordkorea                                                                            | \| Finale \| \| 19. Mai 2024 um 19:00 Uhr (13:00 Uhr MESZ) in Gianyar (Stadion Kapten I Wayan Dipta) \| \| Ergebnis: 1:0 (0:0) \| \| Schiedsrichterin: Weronika Bernazkaja ( Kirgisistan) \| \| Spielbericht \| | \| Finale \| \| 19. Mai 2024 um 19:00 Uhr (13:00 Uhr MESZ) in Gianyar (Stadion Kapten I Wayan Dipta) \| \| Ergebnis: 1:0 (0:0) \| \| Schiedsrichterin: Weronika Bernazkaja ( Kirgisistan) \| \| Spielbericht \|                                                         | Japan |
| Nordkorea                                                                            | Pak Ju-gyong – Ri Ye-gyong, Ri Kuk-hyang, Ri Pom, Pak Il-sim – Choe Rim-jong, Choe Yon-a, So Ryu-yong, Jon Il-chong (90.+1' Son Jo-ye) – Ho Kyong (43. Kang Ryu-mi), Choe Il-son Cheftrainer: Song Sung-gwon    | Korin Sakata – Noa Fukushima, Mitsuki Ota (86. Tamami Aso), Yuka Makiguchi, Haruko Suzuki – Manaka Sakaki, Asako Furuta (86. Ririka Nezu), Hina Hirakawa (46. Hana Kikuchi), Miharu Shinjo, Hinako Kinoshita – Momo Sato (58. Anon Tsuda) Cheftrainer: Sadayoshi Shirai | Japan |
| Nordkorea                                                                            | 1:0 Jon I. (46.) | | Japan |
| Nordkorea                                                                            | Ri K. (84.), Jon I. (90.), Pak I. (90.+4') | | Japan |
| Finale                                                                               | | |       |
| 19. Mai 2024 um 19:00 Uhr (13:00 Uhr MESZ) in Gianyar (Stadion Kapten I Wayan Dipta) | | |       |
| Ergebnis: 1:0 (0:0)                                                                  | | |       |
| Schiedsrichterin: Weronika Bernazkaja ( Kirgisistan)                                 | | |       |
| Spielbericht                                                                         | | |       |

## Torschützinnenliste
Nachfolgend sind die besten Torschützinnen des Turnieres aufgeführt. Bei gleicher Anzahl an Toren sind die Spielerinnen zunächst nach der Anzahl der Vorlagen und anschließend nach den Spielminuten sortiert.
| Rang | Nat        | Spieler       | Tore | Vorlagen | Spielminuten |
| ---- | ---------- | ------------- | ---- | -------- | ------------ |
| 01   | Korea Nord | Jon Il-chong  | 6    | 5        | 405          |
| 02   | Korea Nord | Choe Il-son   | 5    | 2        | 308          |
| 03   | Japan      | Miharu Shinjo | 4    | 3        | 442          |
| 04   | Korea Sud  | Won Ju-eun    | 4    | 1        | 426          |
| 05   | Korea Nord | Kang Ryu-mi   | 3    | 5        | 291          |

Zu diesen besten Torschützen mit mindestens drei Toren kommen 13 weitere mit je zwei Toren und 26 weitere mit je einem Tor.

## Schiedsrichterinnen
- Rebecca Durcau
- Yu Hong
- Yang Shu-ting
- Mahsa Ghorbani
- Azusa Sugino
- Weronika Bernazkaja
- Doumouh al-Bakkar
- Cha Minji
- Supiree Testhomya
- Bùi Thị Thu Trang